# Himalia (måne)
Himalia (JVI) är en av Jupiters månar. Den upptäcktes den 3 december 1904 av Charles Dillon Perrine vid Lickobservatoriet i Kalifornien. Himalia är cirka 18 kilometer i diameter och roterar kring Jupiter på ett avstånd av ungefär 11 461 000 km.
Himalia fick inte sitt nuvarande namn förrän 1975, innan dess var den enbart känd som Jupiter VI.
Den har givit namn åt Himalia-gruppen som består av fem månar som kretsar runt Jupiter mellan de galileiska och de yttre månarna på ett avstånd mellan 11 000 000 och 13 000 000 kilometer med en lutning på ca 27,5°.
I den grekiska mytologin var Himalia en nymf som fick tre söner tillsammans med Zeus.

## Omloppsbana
Himalia, som är den största medlemmen i sin grupp, kretsar på ett avstånd som varierar mellan 11,4 och 13 miljoner kilometer med inklination på ungefär 27,5°.

## Fysiska egenskaper
Himalia ser ut att vara neutralt färgad (grå), likt flera andra medlemmar i dess grupp, med ett färgindex på B-V=0.62, V-R= 0.4, likt en C-typ asteroid. Mätningar gjorda av Cassini bekräftar ett normalt spektrum, med en liten absorption vid 3 μm som kan indikera närvarandet av vatten.

## Utforskning
I november 2000 tog Cassini–Huygens som var på väg till Saturnus ett flertal bilder av Himalia, bl.a. från ett avstånd av 4,4 miljoner kilometer. Månen täcker endast några pixlar men ser ut att vara ett avlångt objekt, med axlar på 150 ± 20 och 120 ± 20 km, nära de uppskattningar man gjort från jorden.
I februari och mars 2007 tog rymdsonden New Horizons en serie bilder av Himalia. Himalia befann sig ungefär 5 miljoner kilometer från New Horizons när bilderna togs. Även på denna bild är Himalia bara några pixlar stor.